# Victoire d'honneur
 (avril 2025).
La Victoire d'honneur est un prix musical honorifique décerné dans le cadres des Victoires de la musique. Elle récompense un artiste ou un groupe pour l'ensemble de sa carrière.
Ce prix n'est pas remis systématiquement et il peut être attribué à plusieurs personnalités lors d'une même édition. Serge Gainsbourg en est le premier lauréat lors de la 5e cérémonie en 1990.
Récompensé en 2023, Serge Lama refuse une première fois qu'on lui attribue le prix en 2013 car il estime alors que, par le fait de l'attribuer à quatre artistes en même temps, « cela donne l'impression d'être dans un paquet d'anciens dont on se débarrasse ».

## Palmarès

### Années 1990
- 1990 : Serge Gainsbourg
- 1996 : Henri Salvador

### Années 2000
- 2001 : Renaud
- 2003 : Serge Reggiani
- 2007 : Juliette Gréco et Michel Polnareff
- 2009 : Johnny Hallyday et Jean-Loup Dabadie

### Années 2010
- 2010 : Charles Aznavour, Stevie Wonder et Hugues Aufray
- 2011 : Indochine
- 2013 : Véronique Sanson, Sheila et Enrico Macias
- 2014 : Salvatore Adamo
- 2015 : David Guetta, Jean-Louis Aubert, IAM et Rachid Taha
- 2016 : William Sheller
- 2018 : Étienne Daho

### Années 2020
- 2020 : Maxime Le Forestier
- 2021 : Jane Birkin
- 2022 : Jacques Dutronc
- 2023 : Serge Lama
- 2024 : Bernard Lavilliers
- 2025 : Eddy Mitchell et Sylvie Vartan